# Hu-Man
Hu-Man és una pel·lícula francesa de ciència-ficció dirigida per Jérôme Laperrousaz, estrenada el 1975. Fou exhibida a la secció Nous Directors del Festival Internacional de Cinema de Sant Sebastià 1976.

## Sinopsi
Un famós actor (Terence Stamp s'interpreta a si mateix), devastat per la mort de la seva dona, accepta participar en un perillós experiment científic que l'ha de portar cap al futur. L'experiment s'ha de desenvolupar en diverses fases: davant les càmeres de televisió, Terence ha de posar en perill la seva vida i és l'energia emocional dels telespectadors la que li ha de permetre realitzar un  saltar al futur. L'experiència s'ha de fer davant del Mont-Saint-Michel.

## Repertiment
- Terence Stamp : Terence
- Jeanne Moreau : Sylvana
- Agnès Stevenin : Viviane
- Frederik van Pallandt : Frederick
- Franck Schwacke : Franck
- Gabriella Rysted : Gabriella
- Yannis Thomas : L'home-ocell
- Bob Traynor : tècnic de control